# 若柴
若柴（わかしば）は、千葉県柏市の地名。郵便番号は277-0871。

## 地理
柏市西部に位置する。正連寺・大室・花野井・松葉町・十余二・柏の葉・中十余二と隣接する。首都圏新都市鉄道つくばエクスプレスの沿線に位置し、柏の葉キャンパス駅がある。地域の東部は住宅街、西部はつくばエクスプレス沿線開発地域として区画整理が行われ、北部から東部を国道16号が通る。地域内には、TX AVENUE柏の葉（千葉銀行柏の葉キャンパス支店）、京葉銀行柏の葉キャンパス支店、ららぽーと柏の葉、柏の葉辻仲病院がある。

### 地価
住宅地の地価は、2017年（平成29年）の公示地価によれば、若柴字原山277番7の地点で30万3000円/m2となっている。柏駅前周辺を抜いて柏市内で最も地価が高い。

## 歴史
江戸時代から1889年（明治22年）までは若柴村であった。首都圏新都市鉄道つくばエクスプレス開通前は東部を中心に一戸建てを中心とした住宅街となっていたが、開通後は西部が柏北部中央地区一体型特定土地区画整理事業区域となり、｢柏の葉国際キャンパスタウン｣の建設が行われている。また、つくばエクスプレス開通後にはららぽーと柏の葉やパークシティ柏の葉（高層マンション）、柏の葉辻仲病院、千葉銀行、京葉銀行などの建設が進められ、今後もホテルや国際会議対応ホール、東京大学柏の葉駅前キャンパスなどが設置される予定である。

### 沿革
- 1889年（明治22年） : 大青田（おうだ）村、大室村、小青田（こうだ）村、正連寺村、花野井村、船戸村および上三ケ尾村、下三ケ尾村、西三ケ尾村の各一部が合併。東葛飾郡田中村大字若柴となる。
- 1954年（昭和29年）
  - 9月1日 : 東葛飾郡田中村が同郡柏町、小金町、土村と合併、東葛市となる[6]。
  - 11月15日 : 東葛市が柏市に改称[7]。
- 2005年（平成17年）8月24日 : 首都圏新都市鉄道つくばエクスプレス開通。柏の葉キャンパス駅開業。

## 世帯数と人口
2017年（平成29年）10月31日現在の世帯数と人口は以下の通りである。
| 大字 | 世帯数    | 人口     |
| ---- | --------- | -------- |
| 若柴 | 4,666世帯 | 11,208人 |

## 交通

### 鉄道
最寄駅は、つくばエクスプレスの柏の葉キャンパス駅である。

### バス
東武バスイーストにより、柏の葉キャンパス駅から柏駅西口および流山おおたかの森駅東口、江戸川台駅西口行きのバスが運行されている。

### 道路
- 国道16号
- 千葉県道47号守谷流山線
- 千葉県道279号豊四季停車場高田原線

## 施設

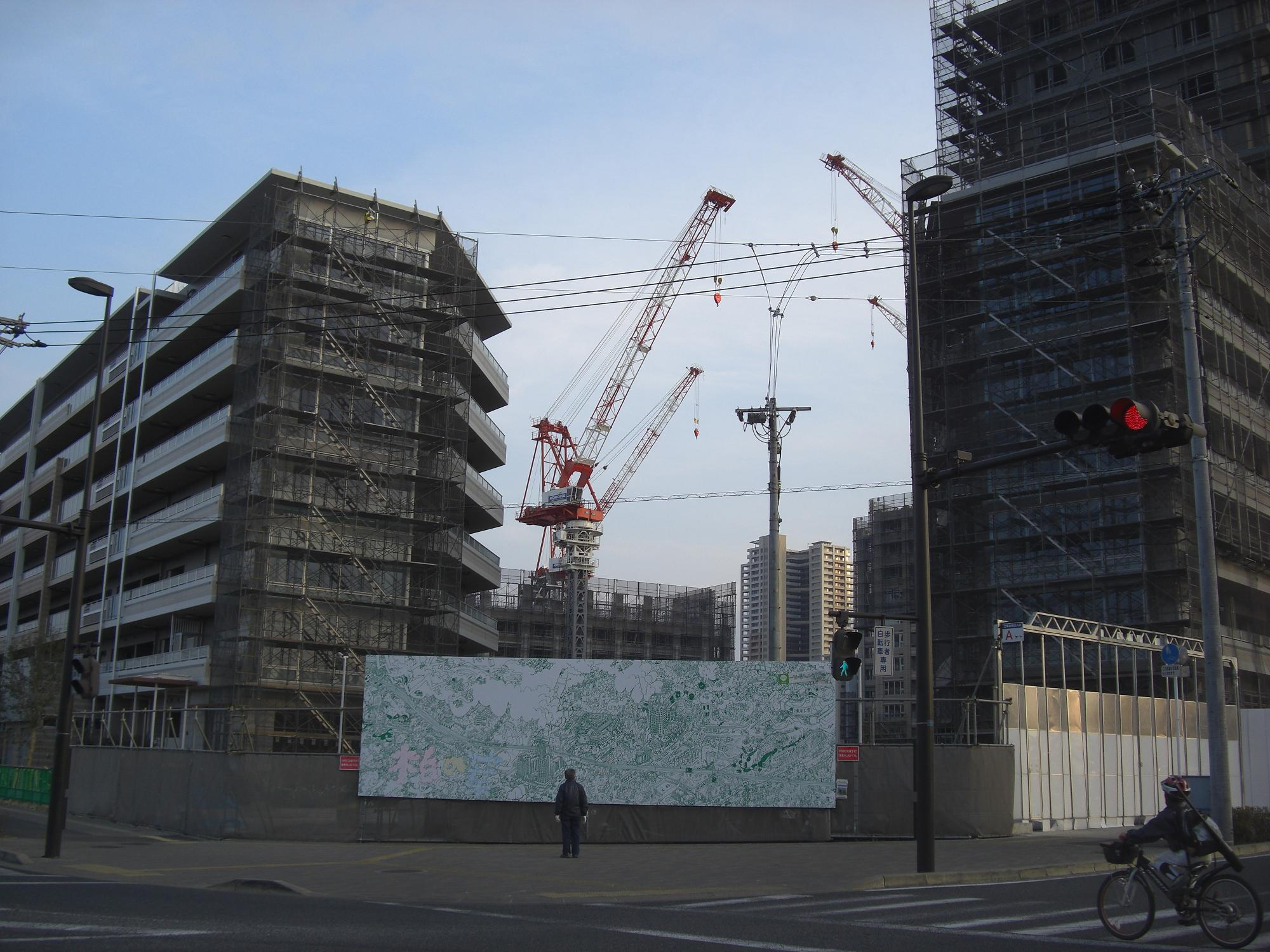
パークシティ柏の葉キャンパス二番街（建設中）

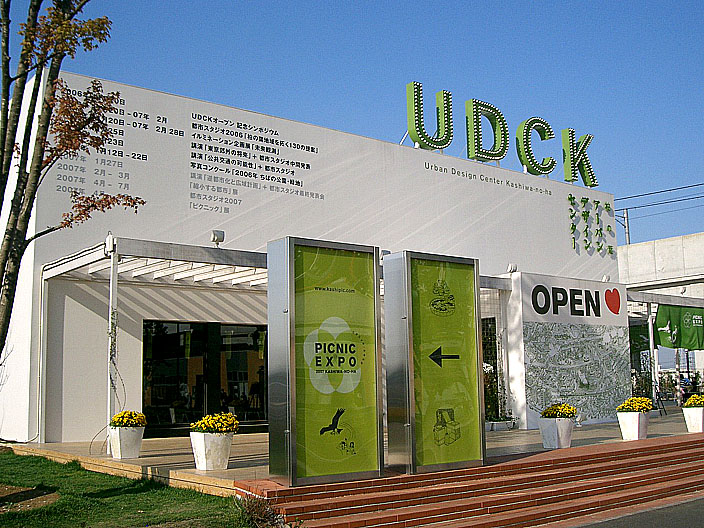
柏の葉アーバンデザインセンター (UDCK)

- 首都圏新都市鉄道つくばエクスプレス柏の葉キャンパス駅
- TX AVENUE柏の葉
  - 千葉銀行柏の葉キャンパス支店
  - 柏の葉キャンパス郵便局
- 京葉銀行柏の葉キャンパス支店
- ららぽーと柏の葉
- 柏の葉アーバンデザインセンター (UDCK)
- 柏の葉辻仲病院
- 柏区画整理事務所
- 若柴緑地
- 若柴第一公園
- しばとも公園